# Zyzomys argurus
Il ratto delle rocce comune australiano (Zyzomys argurus  Thomas, 1889) è un roditore della famiglia dei Muridi endemico dell'Australia.

## Descrizione
Roditore di piccole dimensioni, con la lunghezza della testa e del corpo tra 73 e 124,2 mm, la lunghezza della coda tra 80 e 121,7 mm, la lunghezza del piede tra 18,2 e 23,9 mm, la lunghezza delle orecchie tra 12,6 e 19,7 mm e un peso fino a 75 g.

La pelliccia è ruvida e leggermente spinosa. Le parti superiori sono bruno-dorate o grigio-brunastre, cosparse di peli nerastri. Le parti ventrali sono biancastre o grigio chiaro. Le orecchie sono rotonde e bruno-olivastre. Il dorso delle zampe è biancastro. I piedi sono sottili. La coda è più lunga della testa, è uniformemente grigia, rigonfia e priva di peli alla base, gradualmente si assottiglia verso l'estremità ed è ricoperta di peli. Il cariotipo è 2n=44 FN=48.

## Biologia

### Comportamento
È una specie terricola e notturna. Si rifugia tra profondi crepacci durante il giorno.

### Alimentazione
Si nutre di semi, steli d'erba, talvolta insetti e funghi. 

### Riproduzione
Le nascite avvengono durante tutto l'anno, con picchi tra marzo e maggio, nella stagione umida inoltrata. Le femmine danno alla luce fino a 4 piccoli alla volta dopo una gestazione di 35 giorni.

## Distribuzione e habitat
Questa specie è diffusa nell'Australia Occidentale settentrionale e nord-occidentale, Territorio del Nord settentrionale e lungo le coste nord-orientali del Queensland.
Vive in prossimità di affioramenti rocciosi all'interno di savane alberate con un sottobosco erboso.

## Conservazione
La IUCN Red List, considerato il vasto areale, la popolazione numerosa e la presenza in diverse aree protette, classifica Z.argurus come specie a rischio minimo (Least Concern).